# Trasa Salomea-Wolica
Trasa Salomea-Wolica (potoczna nazwa: Obwodnica Raszyna) – droga o parametrach drogi ekspresowej łącząca warszawskie Aleje Jerozolimskie z drogami wylotowymi w kierunku Wrocławia i Katowic oraz Tarczyna, Grójca i Krakowa. Odcinek ten stanowi przedłużenie warszawskiej al. 4 czerwca 1989 roku, która ma docelowo za zadanie połączyć Trasę Mostu im. Marii Skłodowskiej-Curie (Północnego) z omawianą drogą Salomea-Wolica.
Przez większą część trasy, od węzła Opacz, droga znajduje się w ciągu drogi ekspresowej S8. W węźle Warszawa Janki koło wsi Wolica trasa rozgałęzia się na dalszy przebieg S8 w kierunku Wrocławia (do węzła Paszków) oraz na łącznik w ciągu drogi wojewódzkiej nr 788 (dawniej w ciągu drogi krajowej nr 7) w kierunku Tarczyna, Grójca i Krakowa (do skrzyżowania z drogą wojewódzką nr 721 w Sękocinie Starym).
Celem budowy trasy było zmniejszenie natężenia ruchu na przebiegającej przez Raszyn al. Krakowskiej. Oddanie trasy do użytku pierwotnie było planowane na rok 2012. W związku z wyrokiem WSA z dnia 22 maja 2009 oraz NSA z 20 stycznia 2009 (uchylenie pierwszej decyzji o środowiskowych uwarunkowaniach) nastąpiło opóźnienie inwestycji.
W maju 2016 warszawski odcinek trasy otrzymał nazwę Aleja Obrońców Warszawy.

## Budowa
Całość inwestycji została podzielona na krótsze odcinki, które powstawały stopniowo od 2010 do 2015 roku.

### Salomea-Opacz
6 sierpnia 2010 wojewoda mazowiecki wydał pozwolenie na modernizację 1 km odcinka Alei Jerozolimskich (od ul. Łopuszańskiej) oraz budowę węzła Salomea wraz z 650 m odcinkiem do węzła Opacz. Otwarcie ofert nastąpiło 2 miesiące wcześniej, 1 czerwca 2010.
30 grudnia 2010 została podpisana umowa z konsorcjum, na czele którego stała firma Eurovia, na wykonanie odcinka od Alei Jerozolimskich (węzeł Salomea) do węzła Opacz. Dzięki temu odcinkowi zapewnione zostało połączenie centrum Warszawy z obwodnicą ekspresową, a dzięki temu m.in. z autostradą A2. Oddanie węzła Salomea do użytku nastąpiło 23 grudnia 2013 roku (wcześniej podawana data: 2012).

### Węzeł Opacz
Jako pierwszy zaczął powstawać węzeł Opacz, który był budowany wraz z Południową Obwodnicą Warszawy. Budowę realizowało konsorcjum firm Bilfinger-Berger, Mosty Łódź i Intercor. Budowę zakończono 23 grudnia 2013 roku.

### Opacz-Paszków
6 lutego 2012 decyzję o środowiskowych uwarunkowaniach ponownie uzyskały odcinek drogi ekspresowej S-8 Opacz (bez węzła) – Warszawa Janki – Paszków (z węzłem) oraz powiązanie z drogą krajową nr 7, czyli odcinek Warszawa Janki – Magdalenka (do skrzyżowania z drogą wojewódzką nr 721). W marcu 2012 został ogłoszony przetarg na zaprojektowanie i budowę drogi. 22 lutego 2013 warszawski oddział GDDKiA uzyskał zezwolenie na realizację inwestycji. Umowa z wykonawcą (Strabag) została podpisana 12 kwietnia 2013, a planowany czas realizacji inwestycji wynosił 32 miesiące. Prace budowlane na odcinku Opacz – Paszków (bez powiązania z DK7) rozpoczęły się w marcu 2014 roku. Pozwolenie na budowę łącznika pomiędzy węzłem Janki Małe a DK 7 w miejscowości Sękocin Stary (2,4 km) zostało wydane 26 września 2014 roku co umożliwiło podjęcie budowy tego odcinka przez wykonawcę – firmę Strabag. 17 lipca 2015 roku otwarto odcinek od węzła "Warszawa Janki" do węzła "Warszawa Opacz", zaś 17 września 2015 roku oddano do użytku łącznik pomiędzy węzłem "Warszawa Janki", a dawnym przebiegiem drogi krajowej nr 7 w Sękocinie Starymie. 11 grudnia 2015 roku, wraz z udostępnieniem przebudowanego odcinka drogi pomiędzy węzłami "Warszawa Janki" i "Paszków" oraz przebudowanego skrzyżowania drogi krajowej nr 7 z drogą wojewódzką nr 721, budowa trasy została zakończona.